# THE LIVE BLACK MASS B.D.3 メフィストフェレスの陰謀
『THE LIVE BLACK MASS B.D.3 メフィストフェレスの陰謀』（ザ ライブ ブラック マス ビーディースリー メフィストフェレスのいんぼう）は、聖飢魔IIの第二十一教典でD.C.7年（西暦2005年）7月6日に発布されたミサ教典（ライブ盤）。

## 概要
1996年、聖飢魔IIは『メフィストフェレスの肖像』の発布とそれに伴うミサツアーを行った。その模様を収録したのが今作である。
なお、今作がリリースされたのは聖飢魔IIの再集結発表から本格的な活動再開の間にあたる。
帯

メジャーデビュー20周年記念盤

人気、実力、知名度とも20世紀最高峰のサブカルチャーとして君臨した伝説のグループの秘蔵“生”音源を特別発布！

いかに秀逸なLIVE BANDだったかを思い知れ！【B.D.3(1996)年11月5日中野サンプラザにて収録】

## 収録曲
1. 聖飢魔IIミサ曲第II番「創世紀」（作曲: ダミアン浜田 / 編曲: 聖飢魔II）
2. 地獄の皇太子は二度死ぬ（作詞: デーモン小暮 / 作曲: Sgt. ルーク篁III世 / 編曲: 怪人マツザキ様）
3. 1999 SECRET OBJECT（作詞: デーモン小暮 / 作曲: Sgt. ルーク篁III世 / 編曲: 聖飢魔II, 怪人マツザキ様）
4. PAINT ME BLACK（作詞: デーモン小暮 / 作曲: エース清水 / 編曲: 怪人マツザキ様）
5. メフィストフェレスの肖像（作詞・作曲: ダミアン浜田 / 編曲: 怪人マツザキ様）
6. THE MONSTERS' RHYTHM BATTLE〜（作曲: エース清水, Sgt. ルーク篁III世, ゼノン石川, ライデン湯沢, 怪人マツザキ様）
7. 器楽協奏曲「死の舞踏」〜メフィストフェレスの肖像（作曲: Sgt. ルーク篁III世）
8. WHO KILLS DEMON? "誰が悪魔を亡きものにするのか"（作詞: デーモン小暮 / 作曲: エース清水 / 編曲: 怪人マツザキ様）
9. 悪魔のメリークリスマス "青春編"（作詞: デーモン小暮 / 作曲: Sgt. ルーク篁III世 / 編曲: 怪人マツザキ様）
10. GREAT DEVOTION（作詞・作曲: Sgt. ルーク篁III世 / 編曲: 怪人マツザキ様）
11. 地獄の皇太子（作詞・作曲: デーモン小暮 / 編曲: 聖飢魔II）
12. HOLY BLOOD "闘いの血統"（作詞・作曲: Sgt. ルーク篁III世 / 編曲: 怪人マツザキ様）
13. WINNER!（作詞: デーモン小暮, ぬらりひょん吉 / 作曲: ルーク篁 / 編曲: 聖飢魔II, 土橋安騎夫）
14. FIRE AFTER FIRE（作詞: デーモン小暮 / 作曲: ジェイル大橋 / 編曲: 聖飢魔II）

## 関連活動絵巻教典（ビデオ）
- メフィストフェレスの陰謀　活動絵巻〜THE LIVE BLACK MASS B.D.3〜 (D.C.7年(2005年)11月9日発布)

## 演奏者（ブックレット上の表記に準ずる）
- DEMON KOGURE - VOCALS
- ACE SHIMIZU - GUITARS, CHORUS
- Sgt. LUKE TAKAMURA III - GUITARS, CHORUS
- XENON ISHIKAWA - BASS
- RAIDEN YUZAWA - DRUMS
- KAIJIN MATSUZAKI SAMA - KEYBOARDS